# Cal Xera
Cal Xera és una masia del municipi de Castellfollit de Riubregós (Anoia) inclosa en l'Inventari del Patrimoni Arquitectònic de Catalunya.

## Descripció
Casal de planta rectangular fet tot ell de pedra. La masia compta a més amb altres edificis de caràcter auxiliar, unes adossades a la casa les altres a l'altra banda de l'era.